# Arcidiocesi di Nicosia
L'arcidiocesi di Nicosia (in latino Archidioecesis Nicosiensis) è una sede soppressa e sede titolare della Chiesa cattolica.

## Storia
Nicosia (in greco Λευκωσία?, Lefkosia, in turco Lefkoşa), è un'antica sede episcopale della Chiesa autocefala di Cipro, suffraganea dell'arcidiocesi di Salamina. In epoca romana la città era conosciuta come Ledra, mentre durante la dominazione bizantina aveva il nome di Lefkousia (ma anche di Kallinikisis). Dopo la distruzione di Salamina, la città divenne sempre più importante fino a diventare la capitale di Cipro dal X secolo. Dell'antica sede greca è noto un solo vescovo nel primo millennio, san Trifillio, ricordato al 13 giugno nel Martirologio Romano, discepolo di san Spiridone di Tremitonte, che prese parte al concilio di Sardica (343 o 344).
Quando l'isola fu conquistata dagli eserciti crociati alla fine del XII secolo, fu istituita la gerarchia di rito latino con il beneplacito di papa Celestino III. Fu lo stesso re Amalrico di Lusignano ad inviare a Roma il suo cancelliere ed arcidiacono Alain per trattare con il papa l'organizzazione della chiesa cipriota.
Nicosia divenne così sede arciepiscopale con tre diocesi suffraganee: Famagosta, Limassol e Pafo. Alain fu nominato primo arcivescovo di Nicosia, e ricevette il pallio il 3 gennaio 1197.
Durante l'episcopato del suo successore, Thierry, il patriarca di Costantinopoli Tommaso Morosini cercò di sottomettere la giovane chiesa latina di Cipro alla sua giurisdizione, ma i suoi tentativi non ebbero successo. La Chiesa di Cipro, anche sotto la dominazione latina, continuò a godere di quell'autonomia che la caratterizzava da secoli.
Durante l'epoca dello scisma d'Occidente, la chiesa latina di Cipro si schierò per il papato avignonese.
La presenza occidentale sull'isola terminò con la caduta di Famagosta nel 1571 in mano all'esercito ottomano. Chi non riuscì a fuggire, fu massacrato dai turchi, che rasero al suolo anche la maggior parte dei luoghi di culto di rito latino, oppure li trasformarono in moschee: questa fu la sorte della cattedrale Santa Sofia di Nicosia. L'ultimo arcivescovo di Nicosia fu Filippo Mocenigo, che poté scampare alla morte solo perché nei giorni della conquista ottomana si trovava a Roma; morì nel 1586. Con la fine della dominazione latina sull'isola, Nicosia divenne la sede dei metropoliti greci.
Oggi Nicosia è la sede del vicario patriarcale per Cipro del patriarca latino di Gerusalemme, e vi si trova una delle 4 parrocchie cattoliche cipriote, dedicata alla Santa Croce, dipendenti dal patriarcato.
Dal XVIII secolo Nicosia è annoverata tra le sedi arcivescovili titolari della Chiesa cattolica; la sede è vacante dal 30 aprile 1990.

## Cronotassi

### Vescovi greci
- San Trifillio † (menzionato nel 343/344)

### Arcivescovi latini
- Alain † (13 dicembre 1196 - dopo il 1º febbraio 1202 deceduto)
- Thierry o Terry † (dopo il 28 gennaio 1206 - 1210/1211 deceduto)
- Durand † (30 dicembre 1211 - ?)
- Albert †[2]
- Eustorge de Montaigu † (prima del 23 luglio 1217 - 28 aprile 1250 deceduto)
- Ugo di Fagiano (o di Pisa), O.S.A. † (23 dicembre 1250[3] - 1260 dimesso)
- Giovanni Colonna † (menzionato nel 1262)
- Egidio † (20 settembre 1267 - ? deceduto)
- Jean d'Angoulême, O.P. † (menzionato il 29 settembre 1268 - ? deceduto)
- Bertrand Bernardi † (prima di ottobre 1270 - dopo il 1273 dimesso)
- Ranulfo † (30 luglio 1278 - 1286 deceduto)
- Henri de Gibelet † (1286 - 1286 dimesso)
- Guido di Novavilla † (1286 - ? dimesso)
- Giovanni di Pisa, O.F.M. † (30 ottobre 1388 - 4 marzo 1296 nominato arcivescovo di Torres)[4]
- Gérard di Langres † (24 aprile 1295 - 15 agosto 1303 deposto)
  - Henri de Gibelet † (15 agosto 1303 - ?) (amministratore apostolico)
  - Tommaso de Muro † (8 gennaio 1306 - ?) (amministratore apostolico)
  - Pierre Erlant † (8 maggio 1308 - ?) (amministratore apostolico)
  - Pierre de Brie † (prima del 4 gennaio 1311 - ?) (amministratore apostolico)
- Giovanni di Polo, O.P. † (10 maggio 1312 - 1º agosto 1332 deceduto)
- Élie de Nabinal, O.F.M. † (16 novembre 1332 - 12 luglio 1342 nominato patriarca titolare di Gerusalemme)
- Philippe de Gaston † (25 settembre 1342 - 21 luglio 1360 nominato arcivescovo di Bordeaux)
- Raimundo de Pradella † (29 gennaio 1361 - 29 gennaio 1376 deceduto)
- Béranger Grégoire, O.S.B.Clun. † (4 agosto 1376 - 6 ottobre 1382 deceduto)
- Obbedienza avignonese:
  - Andrea Michelis † (25 maggio 1383 - 1406 deceduto)
  - Hugues de Lusignan † (8 luglio 1411 - 5 marzo 1421 nominato arcivescovo) (amministratore apostolico)
- Obbedienza romana:
  - Luchino † (1382/1383 - circa 1395 deceduto)
  - Corrado Caracciolo † (25 giugno 1395 - 2 ottobre 1402 nominato arcivescovo, titolo personale, di Mileto)
  - Stefano da Carrara † (10 aprile 1402 - 3 ottobre 1412 nominato arcivescovo, titolo personale, di Teramo)
- Hugues de Lusignan † (5 marzo 1421 - agosto 1442 deceduto)
- Gelasio di Montolif † (settembre 1442 - 10 febbraio 1447 nominato arcivescovo titolare di Tarso)
- Giovanni Moreli † (10 febbraio 1447 - 19 aprile 1447 nominato arcivescovo di Colossi)
- Andrea di Costantinopoli, O.P. † (19 aprile 1447 - febbraio 1451 deceduto)[5]
  - Isidoro di Kiev † (10 maggio 1456 - 27 aprile 1463 deceduto) (amministratore apostolico)
- Nicola Guglielmo Goner, O.E.S.A. † (prima di maggio 1467 - prima di giugno 1469 dimesso)[6]
- Louis Fenollet † (14 settembre 1471 - 22 marzo 1476 nominato arcivescovo, titolo personale, di Capaccio)
- Giovanni Francesco Brusato † (22 marzo 1476 - 1476 deceduto)
- Vittore Marcello † (7 febbraio 1477 - 1483 o 1484 deceduto)
- Benedetto Superanzio (Soranzo) † (2 giugno 1484 - luglio 1495 deceduto)
  - Domenico Grimani † (3 luglio 1495 - 4 settembre 1495) (amministratore apostolico)
- Sebastiano Priuli † (4 settembre 1495 - 2 ottobre 1502 deceduto)
- Aldobrandino Orsini † (5 ottobre 1502 - agosto o settembre 1524 dimesso)
- Livio Podocathor † (5 ottobre 1524 - 24 agosto 1552 dimesso)
- Cesare Podocathor, O.S.Jo.Hier. † (24 agosto 1552 - 20 novembre 1557 deceduto)
- Filippo Mocenigo † (13 marzo 1560 - 1º giugno 1586 deceduto)

### Arcivescovi titolari
- Raniero Felice Simonetti † (14 giugno 1728 - 15 maggio 1747 installato cardinale presbitero di Santa Susanna)
- Carlo Vittorio Amedeo delle Lanze † (11 agosto 1747 - 12 aprile 1773 dimesso)
- Giuseppe Vincentini † (11 settembre 1775 - 5 ottobre 1779 deceduto)
- Giuseppe Rossi † (19 dicembre 1791 - 13 febbraio 1797 deceduto)
- Antonio Fernando Echanove Zaldívar † (2 ottobre 1818 - 13 marzo 1826 nominato arcivescovo di Tarragona)
- Filippo Maria Albertino Bellenghi, O.S.B.Cam. † (23 giugno 1828 - 22 marzo 1839 deceduto)
- Giovanni Niccolò Tanara † (2 luglio 1832 - 17 dicembre 1832 nominato arcivescovo di Urbino)
- Pietro Naselli, C.O. † (13 luglio 1840 - 16 dicembre 1862 deceduto)
- Stepanos Bedros Azarian † (14 agosto 1877 - 4 agosto 1881 nominato patriarca di Cilicia)
- Elia Bianchi † (3 luglio 1882 - 7 settembre 1889 deceduto)
- Henry O'Callaghan † (1º ottobre 1889 - 11 ottobre 1904 deceduto)
- Cesare Boccanera † (11 dicembre 1905 - 27 febbraio 1915 deceduto)
- Francesco Cherubini † (9 dicembre 1915 - 12 aprile 1934 deceduto)
- Guglielmo Piani, S.D.B. † (21 aprile 1934 - 27 settembre 1956 deceduto)
- Aurelio Signora † (12 marzo 1957 - 30 aprile 1990 deceduto)